# Eburodacrys trilineata
Eburodacrys trilineata là một loài bọ cánh cứng trong họ Cerambycidae.